# Notes d'hiver sur impressions d'été
Notes d'hiver sur impressions d'été est un récit  de l'écrivain russe Fiodor Dostoïevski publié en février et mars 1863 dans Le Temps, revue publiée par son frère Mikhaïl. Ce récit décrit les impressions de l'écrivain rapportées de son voyage de l'été 1862 en Europe occidentale. C'est alors son premier voyage à l'étranger. Il dure deux mois et demi. Dostoïevski prend le chemin de fer, traverse l'Allemagne et la France, prend le bateau pour passer un court séjour en Angleterre, puis redescend la France vers le Midi et l'Italie, avant de remonter par la Suisse, de traverser à nouveau l'Allemagne pour rentrer à Saint-Pétersbourg.
Ce voyage est trop court pour donner corps à une étude de fond, mais Dostoïevski se plait à mélanger des notes d'humour, des observations acérées, des descriptions incisives qui ont donné matière, plus tard, aux Carnets du sous-sol, plus approfondis.
Dans Notes d'hiver..., Dostoïevski expose ses idées pan-slaves. Il est surpris de l'impression de corruption  et de décadence morale de l'Europe occidentale qu'il traite avec humour. Il dénonce l'adulation des Russes et pas seulement de son élite pour l'occident. « Existe-t-il ici un seul Russe (c'est-à-dire au moins un Russe qui lise ce Journal) qui ne connaisse pas deux fois mieux l'Europe que la Russie? J'écris deux fois par courtoisie, dix fois aurait été plus juste. »

## Éditions françaises
- Notes d'hiver sur impressions d'été traduit par André Markowicz, Arles, 1995,  Ed. Actes Sud, Collection Babel  (ISBN 2 7427 0549 X)